# Sociedade de Cristo
A Sociedade de Cristo para os Migrantes Poloneses (latim: Societas Christi pro Emigrantibus Polonis; polonês: Towarzystwo Chrystusowe dla Polonii Zagranicznej), abreviado S.Chr., é uma congregação religiosa católica romana de direito pontifício.